# Khouma Babacar
Khouma El Hadji Babacar (født 17. marts 1993 i Thiès, Senegal) er en senegalesisk fodboldspiller, der senest har spillet som angriber for F.C. København.
Han har tidligere spillet for bl.a. Fiorentina og Sassuolo. Under disse ophold var dele af tiden udlejet til Racing Santander i Spanien, Padova, Lecce og tyrkiske Alanyaspor.
Babacar har (pr. januar 2021) spillet tre kampe for Senegals landshold.
Den 21. januar 2022 blev det offentliggjort, at han havde indgået kontrakt med F.C. København, som løber frem til sommeren 2025. Opholdet blev dog ikke en succes, og kontrakten blev ophævet i august 2024. 

## Klubkarriere

### Ungdomsspiller
Babacar er født i byen Thiès i Senegal, hvor han blev optaget på fodboldklubben US Rails fodboldakademi. To år senere som 14-årig flyttede han til Italien, efter en succesfuld prøvetræning hos Delfino Pescara 1936.

### ACF Fiorentina og lejeophold i Racing Santander og og Padova
I juli 2008 skrev Babacar som 16-årig kontrakt med Serie A-klubben ACF Fiorentina, efter at også Genoa CFC havde forsøgt at give ham kontrakt. I sæsonen 2009–10 begyndte han at træne med Fiorentinas førstehold under træner Cesare Prandelli.
Babacar fik debut for Fiorentina den 14. januar 2010 i en alder af 16 år og 10 måneder, da han startede inde mod A.C. Chievo Verona i Coppa Italia og scorede til 2-2 i det 75. minut i en senere 3-2 sejr.
Den 31. januar 2012 blev Babacar udlejet til spanske Racing de Santander. Han fik debut i La Liga 11 dage senere, hvor han blev indskiftet mod Atlético Madrid.
Efter lejeopholdet i Racing de Santander blev Babacar i sommeren 2012 udlejet til italienske Padova i Serie B, hvor han i 2012/13-sæsonen opnåede 12 ligakampe og en pokalkamp. Der fulgte herefter et nyt lejeophold i en anden Serie B-klub, denne gang Modena F.C., hvor han i 2013/14-sæsonen opnåede 41 ligakampe, hvor han scorede 20 mål.
Efter lejeopholdene vente Babacar tilbage til Fiorentina for 2014/15 sæsonen, hvor han spillede frem til slutningen af 2017/18-sæsonen. Babacar var en del af Fiorentina-holdet, der i 2016-17 sæsonen endte på en ottendeplads i Serie A.

### Sassuolo og lejeophold i Lecce og Alanyaspor
I januar 2018 blev han udlejet på en seks måneders aftale til U.S. Sassuolo Calcio som led i en byttehandel med Diego Falcinelli – Sassuolo fik tillige en købsoption. Købsoptionen blev udnyttet og Babacar spillede for Sassuolo frem til sommmeren 2019. Han opnåede samlet 44 kampe for Sassuolo med 9 scoringer.
Babacar blev herefter den 2. september 2019 udlejet til italienske U.S. Lecce, der netop var rykket op i Serie A. Lejeaftalen løb for 2019/20-sæsonen.
Efter opholdet i Lecce blev Babacar lejet ud til tyrkiske Alanyaspor i den tyrkiske Süper Lig. Han spillede for Alanyaspor indtil vinterpausen 2021/22, hvor han opnåede 45 og 18 scoringer.

### F.C. København
Den 21. januar 2022 skiftede Babacar på en fri transfer til F.C. København på en kontrakt, der løber til sommeren 2025.
Babacar fik debut for FCK den 20 februar 2022, hvor har i en superligakamp mod OB blev skifet ind efter 59 minutter og scorede i det 75. minut.
Babacar opnåede i forårssæsonen 2022 14 superligakampe og tre mål. I de første seks kampe af sæsonen 2022-23 blev Babarcar skiftet ind i tre kampe og forblev på bænken i de øvrige tre. Han var ude af truppen resten af sæsonen, bortset fra en enkelt kamp i Herning i oktober 2022, hvor han ikke blev skiftet ind. Kontrakten blev ophævet i august 2024.